# Landtagswahl in Liechtenstein 1986
- VU: 8
- FBP: 7

Die Landtagswahl in Liechtenstein 1986 fand am 2. Februar 1986 statt und war die reguläre Wahl der Legislative des Fürstentums Liechtenstein. Hierbei wurden alle 15 Abgeordneten des Landtags des Fürstentums Liechtenstein in den beiden Wahlkreisen Ober- und Unterland vom Landesvolk gewählt. 
An dieser Wahl nahm mit der Freien Liste erstmals seit zwölf Jahren wieder eine dritte Partei an der Landtagswahl teil. Mit 7,6 % der Stimmen scheiterte sie jedoch an der 8 %-Hürde. Außerdem war dies die erste Wahl, nachdem Frauen am 1. Mai 1984 das Wahlrecht erlangten. Unter anderem spiegelt sich das in der Anzahl der Wahlberechtigten wider, die sich im Vergleich zu 1982 von 5'246 auf 12'512 mehr als verdoppelte.

## Ausgangslage
Bei der Landtagswahl im Februar 1982 erreichte die Vaterländische Union 53,47 % und die Fortschrittliche Bürgerpartei in Liechtenstein 46,53 % der abgegebenen Stimmen.

## Wahlergebnis
Von 12'512 Wahlberechtigten nahmen 11'677 Personen an der Wahl teil (93,3 %). Von den abgegebenen Stimmen waren 11'612 gültig. Die Stimmen und Mandate verteilten sich in den beiden Wahlkreisen – Oberland und Unterland – wie folgt:
| Partei                              | Stimmen  | Stimmen   | Stimmen   | Stimmen       | Sitze    | Sitze     | Sitze     |
| ----------------------------------- | -------- | --------- | --------- | ------------- | -------- | --------- | --------- |
| Partei                              | Oberland | Unterland | insgesamt | Stimmenanteil | Oberland | Unterland | insgesamt |
| Fortschrittliche Bürgerpartei (FBP) | 29'038   | 10'815    | 39'853    | 42,75 %       | 4        | 3         | 7         |
| Vaterländische Union (VU)           | 36'248   | 10'545    | 46'793    | 50,19 %       | 5        | 3         | 8         |
| Freie Liste (FL)                    | 5'382    | 1'200     | 6'582     | 7,06 %        | 0        | 0         | 0         |